# Anna Bader
Anna Bader (Mutlangen, 12 dicembre 1983) è una modella e tuffatrice tedesca da grandi altezze. Nel 2013 ha posato per la rivista Playboy.
Ha vinto la medaglia di bronzo ai mondiali di Barcellona 2013, nella prima gara di tuffi dalle grandi altezze organizzata dalla FINA.

## Palmarès
- Mondiali di nuoto

Barcellona 2013: medaglia di bronzo